# 館山健太
館山 健太（たてやま けんた、1990年12月26日 - ）は、日本の男子プロバスケットボール選手である。ポジションはスモールフォワード。
秋田県秋田市出身。専修大学在学中の2013年1月にbjリーグの秋田ノーザンハピネッツと契約し、プロ選手となる。B3リーグ鹿児島レブナイズに在籍していた2017-18シーズン、2018-19シーズンにはスリーポイント成功率1位のタイトルを獲得した。埼玉ブロンコスに在籍していた2019-20シーズンの終了後、引退した。

## 来歴
秋田市立中通小学校でバスケを始め、秋田市立秋田南中学校2年次にジュニアオールスターを経験。秋田県立能代工業高等学校に進学し、2年次にはインターハイ・国体2冠、3年次にはU-18日本代表に選ばれアジア選手権4位。卒業後は専修大学に進学。大学4年次の2013年1月にbjリーグの新人選手契約制度により秋田ノーザンハピネッツに入団した。
2015-16シーズン開始前、チームは館山をアメリカに派遣しワークアウトを受講させる。背番号も33から、高校時代の背番号6に変更した。だがこのシーズン、出場試合数は前シーズンの49から25に減り、1試合平均得点も2.1得点に留まった。シーズン終了後、秋田は館山との契約を更新せず、館山は高校時代の恩師である佐藤信長が率いる青森ワッツに移籍した。
bjリーグからBリーグとなった2016-17シーズン、B2リーグ所属の青森では50試合に出場した。
2017-18シーズンはB3リーグの鹿児島レブナイズと契約。2018-19シーズンも鹿児島に残留し、2018年12月4日の岩手ビッグブルズ戦ではスリーポイント9本を決めてチーム記録となる6連勝に貢献した。2019年3月31日の岐阜スゥープス戦では試合終了間際に決勝点を挙げた。このシーズン、54試合に出場した館山はスリーポイント成功率で前年を上回る38.2を記録し、2シーズン連続でタイトルを獲得した。
2019-20シーズンはB3の東京八王子ビートレインズと契約。しかし八王子の経営状態が悪化し報酬の遅配などが発生、館山は2020年1月20日に八王子との契約を解除し、同じB3リーグの埼玉ブロンコスに移籍した。埼玉では2月までに10試合に出場したが、新型コロナウイルス感染症の影響でB3リーグは中止となった。
シーズン終了後の2020年5月15日には3x3のTACHIKAWA DICE.EXEと契約したが、6月30日、自身のツイッターにて引退を表明。TACHIKAWA DICE.EXEとの契約も8月に解除された。

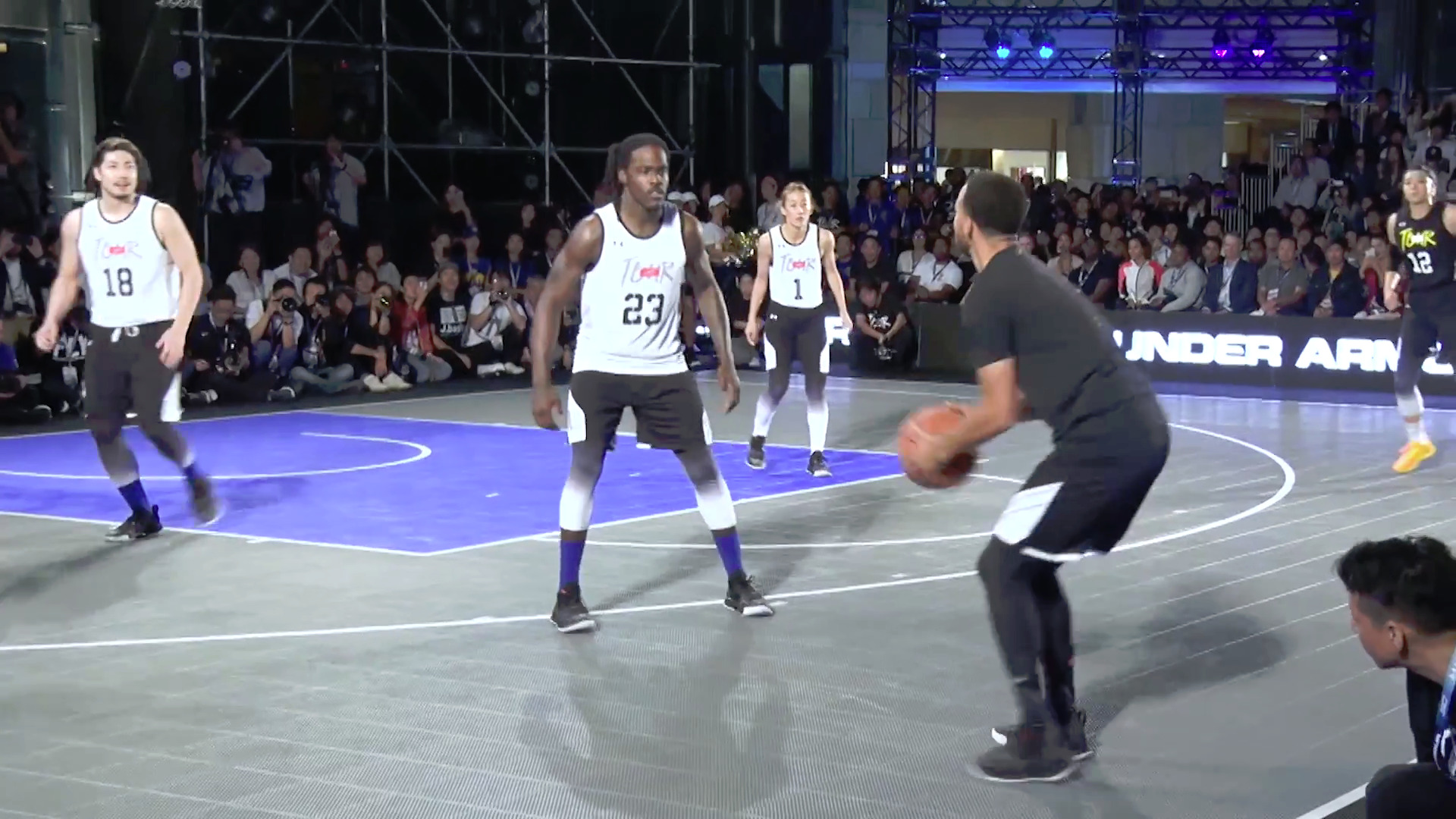
カリーと対戦する館山 (#18)

引退後は地元の秋田に帰郷し、一般企業に就職している。

## 個人成績
| シーズン | チーム | GP | GS | MPG  | FG%  | 3P%  | FT%  | RPG | APG | SPG | BPG | TO  | PPG |
| -------- | ------ | -- | -- | ---- | ---- | ---- | ---- | --- | --- | --- | --- | --- | --- |
| 2012-13  | 秋田   | 8  | 1  | 6.2  | 25.0 | 26.3 | 75.0 | 0.4 | 0.2 | 0.2 | 0.0 | 0.1 | 2.2 |
| 2013-14  | 秋田   | 25 | 2  | 3.5  | 26.3 | 20.7 | 50.0 | 0.3 | 0.2 | 0.1 | 0.0 | 0.2 | 1.2 |
| 2014-15  | 秋田   | 49 | 1  | 7.3  | 45.3 | 36.8 | 68.4 | 0.9 | 0.3 | 0.1 | 0.1 | 0.4 | 3.8 |
| 2015-16  | 秋田   | 25 | 0  | 6.6  | 31.7 | 21.2 | 100  | 1.2 | 0.7 | 0.2 | 0.0 | 0.4 | 2.1 |
| 2016-17  | 青森   | 50 | 49 | 23.6 | 46.2 | 37.0 | 76.1 | 2.6 | 1.9 | 0.5 | 0.6 | 1.6 | 8.2 |
| 2017-18  | 鹿児島 | 58 | 50 | 22.9 | 43.2 | 37.8 | 70.0 | 2.8 | 3.0 | 0.7 | 0.4 | 2.2 | 8.7 |
| 2018-19  | 鹿児島 | 54 | 35 | 19.1 | 39.0 | 38.2 | 66.7 | 1.8 | 2.5 | 0.4 | 0.3 | 1.7 | 7.4 |
| 2019-20  | 八王子 | 25 | 0  | 17.5 | 44.4 | 41.0 | 52.6 | 2.2 | 1.4 | 0.4 | 0.2 | 1.3 | 7.1 |
| 2019-20  | 埼玉   | 10 | 0  | 19.0 | 37.5 | 40.0 | 50.0 | 1.4 | 2.0 | 0.4 | 0.3 | 0.8 | 4.3 |